# Бойцовский клуб (Секретные материалы)
«Бойцовский клуб» (англ. «Fight Club») — 20-й эпизод 7-го сезона сериала «Секретные материалы». Премьера состоялась 7 мая 2000 года на телеканале FOX. Эпизод принадлежит к типу «монстр недели» и никак не связан с основной «мифологией сериала», заданной в первой серии.
Режиссёр — Пол Шапиро, автор сценария — Крис Картер, приглашённые звёзды — Кэти Гриффин, Рэндалл Кобб, Арт Эванс, Джек Макги, Роб Ван Дам, Джин Лебелл, Арлен Пиледжи и Стив Кизиак.
В США серия получила рейтинг домохозяйств Нильсена, равный 6,9, который означает, что в день выхода серию посмотрели 11,7 миллиона человек.
Главные герои серии — Фокс Малдер (Дэвид Духовны) и Дана Скалли (Джиллиан Андерсон), агенты ФБР, расследующие сложно поддающиеся научному объяснению преступления, называемые Секретными материалами.

## Сюжет
В пригороде Канзас-Сити пара миссионеров натыкаются на двух абсолютно одинаковых женщин, живущих по соседству. После этого без какой-либо видимой причины два миссионера начинают драться друг с другом. Через некоторое время первую женщину, Бетти Темплтон, посещают пара агентов ФБР (поначалу кажется, что Малдер и Скалли). Во время беседы мимо проезжает вторая женщина, Лулу Пфайфер, после чего оба агента набрасываются друг на друга. Оказывается, что это два агента, внешне похожие на Малдера и Скалли. Проработавшие вместе семь лет, и серьезно пострадавшие во время драки, они утверждают, что они были кем-то одержимы.
За дело берутся Малдер и Скалли. Выясняется, что обе женщины по каким-то необъяснимым причинам следовали друг за другом в течение 12 лет по 17 штатам. Там, где они встречались, происходил какой-то необыкновенный катаклизм. Малдер выясняет, что обе женщины встречаются с одним и тем же мужчиной — профессиональным рестлером Бертом Зупаником. Берт должен большую сумму денег устроителю боев Аргайлу Сейперстейну. Во время передачи денег Лулу как раз входит в бар. В это время из туалета бара выходит Бетти. Женщины снова видят друг друга, из-за чего начинается землетрясение. Воспользовавшись тем, что Зупаник от удара теряет сознание, Сейперстейн присваивает деньги и скрывается.
Напарники решают изолировать женщин-двойников и допросить их по отдельности. Каждая из них утверждает, что во всех бедах виновата другая. За неимением состава преступления обеих отпускают. При очередной встрече Лулу и Бетти наступает очередной катаклизм, из-за которого Малдер проваливается в канализацию. Тем временем Скалли обнаруживает, что у обеих женщин есть общий отец по имени Боб Дампхаус, находящийся в настоящее время в тюрьме. Пообщавшись с ним, Скалли находит, что тот не в своём уме и часто подвержен вспышкам ярости. Находясь в тюрьме, Скалли видит человека, точь-в-точь похожего на Берта Зупаника. Она решает познакомить его с несчастной троицей, надеясь на то, что две женщины перестанут злиться друг на друга и катаклизмы прекратятся.
Лулу и Бетти в очередной раз встречаются друг с другом, на этот раз во время боя Берта Зупаника на ринге. Сразу после этого все болельщики начинают драться друг с другом. Появляется второй Берт Зупаник, и всеобщая драка неожиданно останавливается. Но в этот момент оба Берта замечают друг друга, и драка разгорается с новой силой. Эпизод заканчивается тем, Малдер и Скалли, изрядно избитые и с наложенными швами, объясняют Сейперстейну, что общий отец Бетти и Лулу был донором спермы, как и общий отец обоих рестлеров и мелких преступников Зупаников. Вероятность встретиться для них была ничтожно мала, однако это случилось и что если при встрече двух двойников возникали непредсказуемые катаклизмы, то встреч четырёх двойников в одной точке следует избегать любой ценой.